# 長谷寺 (倉吉市)
長谷寺（ちょうこくじ）は鳥取県倉吉市にある天台宗の寺。寺号は「はせでら」とも読む。中国三十三観音霊場第三十番札所。

## 概要
『伯耆民談記』等に伝える寺伝によれば、奈良時代の養老5年（721年）、法道を開山として創建されたという。当初は長谷（ながたに）村（現・倉吉市長谷、長谷寺の西方）にあり、後に現在地に移されたという。草創の詳しい事情や中世までの沿革は判然としないが、中世には禅宗寺院であった。鳥取市河原町片山の国英神社（くにふさじんじゃ）蔵の正安3年（1301年）銘の梵鐘には「伯州久米郷長谷寺鐘」とあり、この時点での寺の存在が確認できる。
豊臣秀吉の時代に寺領を失い衰退するが、米子城主中村一忠によって再興。この頃天台宗に転じた。
境内は打吹山山中、打吹城越中丸跡近くの斜面地にあり、室町時代再築の本堂は急斜面に対応した懸造の建築である。
本堂には重要文化財に指定の厨子内に秘仏の本尊木造十一面観音菩薩坐像を安置する。
また本堂内壁面に室町時代から江戸時代に奉納された秀逸な絵馬が多数掛けられていたことから（現在は庫裏に展示）、「絵馬の寺」として広く知られる。

## 伽藍
- 本堂
- 仁王門
- 鐘楼
- 庫裏

## 文化財

### 重要文化財（国指定）
- 本堂内厨子 - 本堂内に安置する禅宗様の厨子。室町時代後期、桁行一間、梁間一間、一重、入母屋造、こけら葺き。国の重要文化財 （1988年12月19日指定）[1]

### 鳥取県指定保護文化財
- 本堂 - 桃山時代（16世紀末頃）の建立、五間堂、数度の改変を経て江戸時代後期に現在の形に定まる。寄棟造、懸造。
- 仁王門 - 江戸時代は延宝8年（1680年）建立、間口三間、奥行二間、八脚門、入母屋造（屋根材に変更が加えられている）、仁王像安置。
- 梵鐘 - 1393年の銘、（1956年5月30日指定）。
- 絵馬 - 室町時代～江戸時代、（1957年2月6日指定、1970年9月11日追加指定）。

### 倉吉市指定文化財
- 木造十一面観音菩薩坐像 - 秘仏、室町時代初期（14世紀）作、檜寄木造り、像高101cm。

### その他の文化財
- 仁王像 - 阿吽2体、延宝4年（1676年）の作

## 年中行事・祭事
- 2月下旬 - 長谷の牛玉授け[2]
- 2月下旬 - 長谷の観音市

## 交通アクセス
- 山陰本線 倉吉駅から日本交通・日ノ丸バス市内線西倉吉方面行きで12分、「長谷寺西口」下車、徒歩10分
- 山陰本線 倉吉駅から日本交通・日ノ丸バス市内線西倉吉方面行きで12分、「赤瓦・白壁土蔵（明治町）」下車、打吹公園経由遊歩道で徒歩30分

## 隣の札所
中国三十三観音霊場
29 大山寺 -- 30 長谷寺 -- 31 三仏寺

## 周辺
- 打吹玉川（重要伝統的建造物群保存地区）
- 打吹公園